# Cofana hoogstraali
Cofana hoogstraali  (лат.) — вид прыгающих насекомых рода Cofana из семейства цикадок (Cicadellidae). Новая Гвинея. Длина самцов — 9,2—9,5 мм, самок — 10,0—10,2 мм. Жёлтого цвета цикадки, единственные в роду без тёмных отметин на теле. Лоб и пронотум тёмно-жёлтые, надкрылья светлые (пронотум и лоб у некоторых экземпляров зеленовато-жёлтые). Питаются соками растений. Вид был впервые описан в 1979 году американским энтомологом Дэвидом Янгом (David Allan Young, 1915—1991) и назван в честь исследователя Harry Hoogstraal, который собрал типовую серию.